# Richard Woller
Richard Woller (* 17. Februar 1924 in Vilshofen an der Donau; † 7. März 2013 in Trier) war ein deutscher Lebensmittelchemiker.

## Leben
Woller wurde 1953 in München mit der Arbeit Bindungsformen des Schwefels und ihre Veränderung in Lebensmitteln und biologischem Material zum Dr. rer. nat. promoviert. Er war von 1968 bis 1989 Leiter des Instituts für Lebensmittelchemie Trier.
Er hatte zahlreiche Ehrenämter inne, wie wissenschaftlicher Berater des Deutschen Kork-Verbandes und Mitglied des Bundesausschusses für Weinforschung. Er war seit 1990 Mitglied der Deutsch-Ungarischen Gesellschaft Trier und von 2005 bis 2011 dessen stellvertretender Vorsitzender. 2000 war er Gründungsvorstand der Europäischen Akademie für Wein und Kultur Trier.
Richard Woller engagierte sich für zahlreiche Sozialprojekte im Heiligen Land und war Mitglied im Deutschen Verein vom Heiligen Lande. 1978 wurde er von Kardinal-Großmeister Maximilien Kardinal de Fuerstenberg zum Ritter des Ritterordens vom Heiligen Grab zu Jerusalem ernannt und am 9. Dezember 1978 im Frankfurter Dom durch Franz Hengsbach, Großprior der deutschen Statthalterei, investiert. Woller war Offizier des Päpstlichen Laienordens.

## Ehrungen und Auszeichnungen
- KVK II. Klasse mit Schwertern
- Verdienstmedaille der Organisation internationale de la vigne et du vin, Paris
- Verdienstmedaille der Deutschen Landwirtschafts-Gesellschaft
- Weinpreis der Stadt Trier
- Önologiepreis der Internationalen Organisation für Rebe und Wein
- Ehrenprofessur der Dunărea-de-Jos-Universität Galați, Rumänien
- Ritter vom Heiligen Grab (1978; Rangerhöhung zum Offizier)